# Волконский, Михаил Константинович Хромой
Князь Михаи́л Константи́нович Волко́нский по прозваниям Хромо́й и Орёл (ум. 5 (15) июля 1610) — стольник, воевода и окольничий из рода Волконских.

## Биография
Младший сын Константина Романовича Волконского, убитого крымскими татарами на осадном бою в Рыльске († 1560).
В 1590-х годах на службе в Сибири, где вместе с воеводой Никифором Траханиотовым участвовал в походе против Пелымского княжества и его князя Кихека. Местные вогулы были побеждены и присоединены к России, на месте княжеского городища был построен Пелымский острог. Затем Волконский с Траханиотовым выступили против Кондинского княжества, которое также подчинилось. В устье Сосьвы обоими воеводами был основан город Берёзов. В 1594 году Волконский был его воеводой,а 1596—1598 годах — воевода в Тобольске.
При Василии Шуйском стал осадным воеводой в Боровске (1610), где его после битвы при Клушине осадили выступившие из Калуги на Москву войска Лжедмитрия II и Яна Петра Сапеги. Поскольку деревянный Боровский кремль был ветхим, князь с 600 московскими стрельцами, присланными Шуйским, сел в осаду в каменном Пафнутьево-Боровском монастыре. Осада продолжалась несколько дней, были отбиты три штурма. Однако вследствие измены воевод Якова Змеева и Афанасия Челищева, открывших нападающим ворота, воины Сапеги ворвались в монастырь. После упорной борьбы князь Михаил Константинович доблестно погиб в монастырском соборном храме.

## В культуре
Художник В. К. Демидов (ум. 1848) изобразил последние моменты жизни князя на полотне «Предсмертный подвиг князя М.К. Волконского, сражающегося с ляхами в Пафнутьевском монастыре в Боровске в 1610 году».
Стихотворение А. Б. Шелагина, посвящённое подвигу князя и сюжету этой картины..

## Семья
Брат воевод Фёдора и Григория Волконских. Отец имел двух сестёр неизвестных по имени: первая — жена князя Ивана Козловского, вторая — жена окольничего Андрея Петровича Клешнина, обе состояли при царице Ирине Фёдоровне «неотступно». Дядя Евдокии Стрешневой (см. раздел Критика).
Жена: Евдокия, помещица Угличского уезда.
Дети:
- Князь  Волконский Лев Михайлович — стольник и воевода.
- Княжна Татьяна Михайловна — девица (1628), совладелица с матерью и братом деревней Баранцево Козельского уезда.
- Княжна Мария Михайловна — девица (1628), совладелица с матерью и братом деревней Баранцево Козельского уезда.

### Критика
Князь М.М. Голицын в своей статье в Русском архиве, приводит сведения из неизданной родословной, что у отца Михаила Константиновича — князя Константина Романовича, кроме других детей, были две дочери, одна из них княжна Аграфена Константиновна, будто бы была замужем за князем Василием Александровичем Прозоровским, а другая, княжна Анна Константиновна  — жена Лукьяна Степановича Стрешнева и что последняя была матерью царицы Евдокии Лукьяновны. Если брак княжны Аграфены Константиновны, по времени сосуществования упоминаемых лиц, вполне возможен, так как князь Константин Романович умер († 1560), а князь В.А. Прозоровский появляется на служебном поприще между (1550-1589), да кроме того известно что две сестры первого состояли при царице Ирине Фёдоровне, то есть жили во 2-й половине XVI века, то второй брак, княжны Анны Константиновны, наводит на большие сомнения, потому, что Л.С. Стрешнев умер († 1650) и следовательно если он женился на княжне Анне Константиновне, родившейся во всяком случае не позднее смерти отца (1560), то он поэтому дожил до редкой, чрезвычайной старости в то время, и если был не старше, а только ровесник жене, то значит умер 90 лет, поэтому, вероятно, что князь Михаил Константинович не является дядей царицы  Евдокии Стрешневой.